# Tina Lund
Tina Lund (født 14. januar 1981 i Dallas, USA) er en professionel springrytter og realityperson. Hun har vundet adskillige mesterskaber, og hun blev kåret som årets nye sportsnavn i 2002. Hun er dog også blevet kritiseret for sin håndtering af heste og for de forhold som en erhvervspraktikant blev tilbudt, mens vedkommende var hos Lund.

## Karriere
Tina Lund har vundet det danske mesterskab 19 gange, det nordiske mesterskab tre gange og europamesterskabet en gang. Hun var den mest vindende seniorrytter i 2006 i Danmark. Hun var den første rytter der vandt både det danske og det nordiske mesterskab, og blev europamester samme år. Tina Lund vandt world cup 2004 og 2005 på hesten Andante som den første i Danmark. 
I 2002 blev Tina Lund kåret som årets nye sportsnavn i Cirkusbygningen i København. Hendes folkelige gennembrud kom efter at hun var blevet fotograferet letpåklædt til mandebladet M! i 2008. Efterfølgende har hun optrådt i flere realityshows, heriblandt Vild med dans på TV 2 og Fangerne på fortet på TV3.
I 2009 udgav hun sangen "Take a Ride".
Hun har siden 2017 medvirket i tv-programmet Forsidefruer på TV3.

## Kritik
En elev, der var i erhvervspraktik på den gård, hvor Lund bor, kritiserede i BT de forhold, som praktikopholdet blev afviklet under. Ifølge artiklen i BT oplyste erhvervspraktikanten, at indlogering skete på et værelse i stalden uden varme og lys, med uhumske toiletfaciliteter samt ensformig mad. Artiklen i BT blev omtalt i Billedbladet. Lund har efterfølgende fremvist rummet til BT, der konstaterede, at der var både rent og varmt. Den tidligere praktikant oplyste dog til BT, at det ikke var der hun boede under sit ophold. På baggrund af artikelserien rykkede Arbejdstilsynet ud til Lunds hestestutteri, men fandt ingen kritisable forhold.[kilde mangler]
Desuden har hendes karriere som springrytter flere gange været ramt af skandaler, som da hun i 2005 sporede sin hest, Lanthanid, til blods under DM, og da hun i 2008 benyttede sig af den ulovlige teknik, barring, ved Nations Cup i Bernstorffsparken. Lund er af Dyrenes Beskyttelse blevet kritiseret for at mishandle sine heste i forbindelse med et ridestævne.

## Privatliv
Hun er gift med den tidligere fodboldspiller Allan Nielsen og sammen har de en søn og en datter.
Hun er datter af den tidligere landsholdsspiller i fodbold Flemming Lund og søster til springrytteren Charlotte Lund.

## Udvalgte resultater
- Vandt top 10 listen med Zamiro 2006
- Vandt 7-8 års finale med Chiquitta i Århus
- Mest vindende rytter til world cup stævne i Belgien
- Lanthanid vandt GP til christmas show i Århus
- Nr 3 i finale for 6-7 års i Tyskland med Chiquitta
- Vandt i Munchen med Andante
- Jysk mester med Andante i Aalborg
- Vandt højdespringning på Carola i USA
- Vandt GP på Zamiro i Oslo til world cup stævne
- Vandt 150 på Mercedes i USA
- Vandt 7-8 års finale med Chiquitta i Tyskland
- Vandt SB i Ikast med Capino
- Mest vindende kvindelige rytter til CSIO i Tjekkiet og vandt en sadel
- Vandt nation springning med Lanthanid i Tjekkiet
- VM på Carola 2006
- Dansk mester 2006 med Lanthanid
- Nr 2 i Falsterbo Derby på Zamiro
- Vandt GP på Lanthanid i Gjern
- Vandt mini GP på Monique
- Vandt 5-6-7 års finale med Winnie i Gjern
- Nr 6 i World Cup i Oslo på Andante
- Vandt nation springningen på Carola i Drammen
- Dansk mester for hold 2006 med Lanthanid
- Vandt GP på Monique i Polen til csio stævne
- Vandt nation springningen på Carola i Polen
- Mest vindende rytter i Polen csio